# Nieuw Wolfslaar
Nieuw Wolfslaar is een nieuwbouwwijk op het grondgebied van het dorp Bavel in de gemeente Breda, die grenst aan de wijk IJpelaar in het westen en die gescheiden wordt van de dorpskern van Bavel door de A27.
Bewoners van Nieuw Wolfslaar maken vooralsnog gebruik van de voorzieningen in winkelcentrum de Burcht, zorgvoorzieningen, basisscholen, etc. in de wijk IJpelaar en het dorp Bavel.
De wijk is verbonden met het dorp Bavel met 2 viaducten over de A27 ten noorden en ten zuiden van de wijk. Een fietsbrug over de A27 is in 2011 gerealiseerd. De wijk wordt tegen geluidsoverlast beschermd door een geluidswal van 18 meter hoog en 1336 meter lang. In deze geluidswal is een mechanisch systeem tegen wateroverlast verwerkt.
Er zijn 750 nieuwe woningen gebouwd.
Tussen Nieuw Wolfslaar en de IJpelaar ligt een natuurgebied. Er is een lang vlonderpad aangelegd. De Bavelse Leij ontspringt in de nabijheid en meandert verder langs.

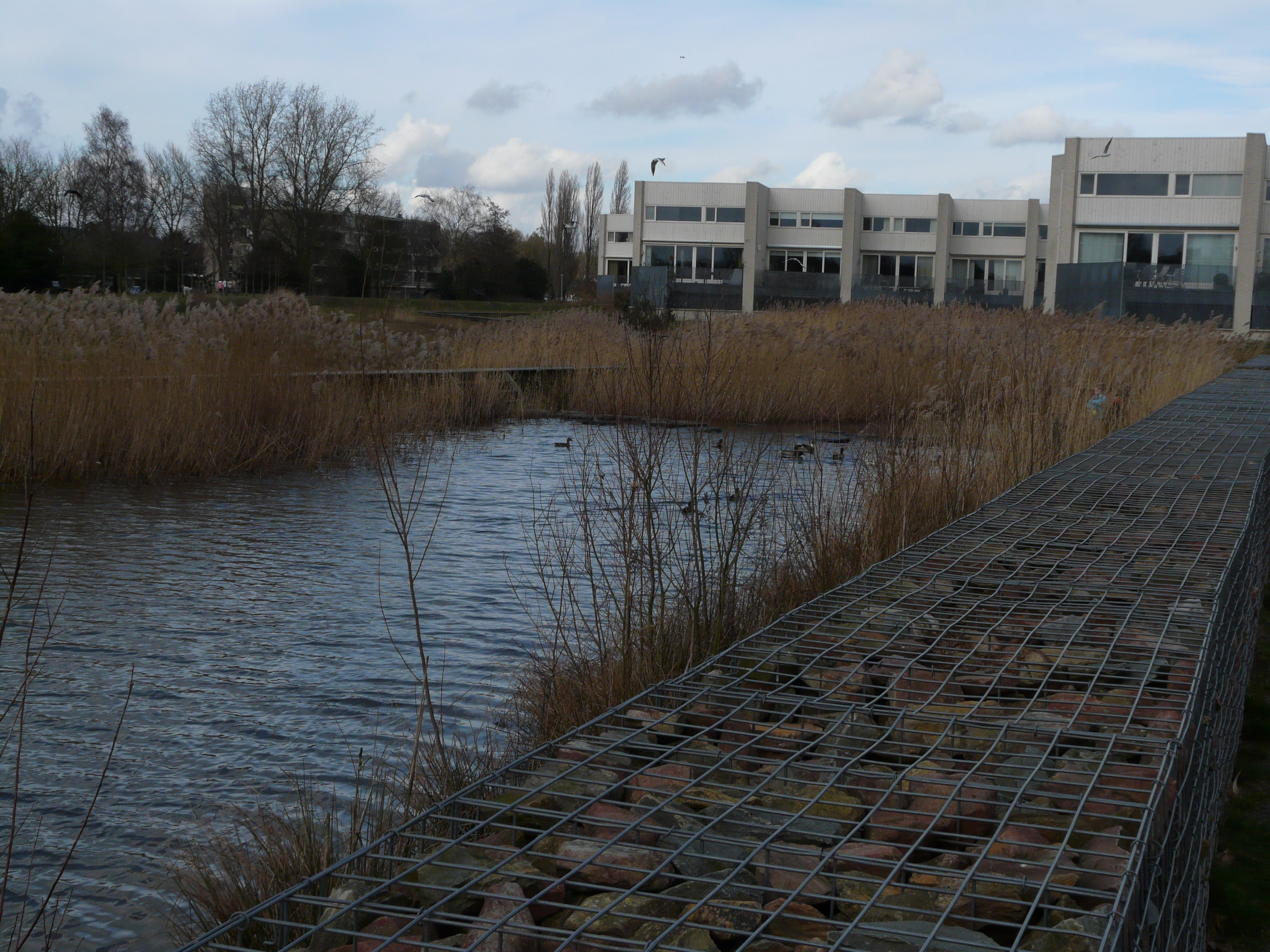